# Terre d'Olav V
La Terre d'Olav V est un territoire administratif norvégien situé à l'est du Spitzberg, dans l'archipel du Svalbard. C'est la plus grande et la plus aride des terres du Spitzberg, presque toute la zone est couverte par des glaciers. L'île de Wilhelmøya dans l'est appartient également à la Terre d'Olav V. La terre est nommée d'après Olav V, roi de Norvège, 1957-1991.
L'altitude est relativement faible dans l'est, vers le détroit d'Hinlopen (4-600 m), et plus élevée vers l'ouest, avec  la plus haute chaine de montagne du Svalbard : Atomfjella dans le nord-ouest avec des sommets variant entre 1 300 et 1 700 m, Newtontoppen atteignant 1 713 mètres d'altitude.
A l'ouest, la Terre d'Olav V est délimitée par les fjords Wijdefjorden et Billefjorden, au nord et à l'est par le détroit de Hinlopen (avec Nordaustlandet de l'autre côté), et vers le sud-ouest par le Storfjorden. De l'autre côté de ce fjord se trouve Barentsøya.
Les frontières terrestres sont : au nord avec  Ny-Friesland, au sud avec la Terre de Sabine, au sud-ouest avec la Terre de Bünsow  et à l'ouest avec la  Terre de Dickson.
Il n'y a pas de lieux habités sur la Terre d'Olav V, et il est obligatoire de se déclarer près du Sysselmann si l'on veut se rendre dans la région. La zone côtière sur les deux côtés de la partie intérieure du Wijdefjorden constituent le parc national d'Indre Wijdefjorden. La côte nord-est, vers le détroit de Hinlopen, fait partie de la Réserve naturelle de Nordaust-Svalbard.